# Janus Lauritz Andreas Kolderup-Rosenvinge
Janus Lauritz Andreas Kolderup-Rosenvinge, född 10 maj 1792 i Köpenhamn, död 4 augusti 1850, var en dansk rättshistoriker; farfar till Lauritz Kolderup-Rosenvinge. 
Kolderup-Rosenvinge blev juris kandidat 1813 samt vann samma år ett av Köpenhamns universitet utfäst pris för behandlingen av ett rättshistoriskt spörsmål. År 1815 blev han juris licentiat och 1817 juris doktor samt 1818 e.o. och 1830 ordinarie professor vid universitetet. Åren 1834–1848 var han därjämte ledamot av direktionen för universitetet och de lärda skolorna. 
Förutom en mängd viktiga rättshistoriska av handlingar författade Kolderup-Rosenvinge det grundläggande arbetet Grundrids af den danske rets historie (1822; tredje upplagan 1860) samt inlade stor förtjänst genom att utge "Samling af gamle danske love" (band 2–5 och band 1 avdelning 1, 1821–1846) och "Udvalg af gamle danske domme" (fyra band, 1842–1848).

## Utmärkelser
- Riddare av Dannebrogorden,  1829[1]
- Dannebrogsmännens hederstecken,  1840[1]

[Redigera Wikidata]